# Пьяцца, Адеодато Джованни
Адеодато Джованни Пьяцца (итал. Adeodato Giovanni Piazza; 30 сентября 1884, Виго-ди-Кадоре, королевство Италия — 30 ноября 1957, Рим, Италия) — итальянский куриальный кардинал, кармелит. Архиепископ Беневенто с 29 января 1930 по 16 декабря 1935. Патриарх Венеции и примас Далмации с 16 декабря 1935 по 1 октября 1948. Секретарь Священной Консисторской Конгрегации с 1 октября 1948. Кардинал-священник с 13 декабря 1937, с титулом церкви Санта-Приска с 16 декабря 1937 по 14 марта 1949. Кардинал-епископ Сабины и Поджо Миртето с 14 марта 1949.

## Ранняя жизнь, кармелит
Адеодато Джованни Пьяцца родился в Виго-ди-Кадоре, маленьком городке в области Венеция. Его родителями были Джузеппе Пьяцца и Елизабетта Николо. Поступил в кармелитскую школу в Тревизо в 1897 году. Получил таинство конфирмации в 1898 году. Получил монашеское облачение 6 августа 1902 году. Дал религиозные клятвы 7 августа 1903 году. Служил в медицинском корпусе в итальянской армии в Тревизо, в 1904—1906 годах. Прибыл в Венецию изучать богословие. Дал торжественные клятвы 7 августа 1907 году. Рукоположён в младшие священные саны епископом Тревизо Андреа Джачинто Лонгини.

## Священник
Рукоположён в священники 19 декабря 1908 года, в Венеции, кардиналом Аристиде Каваллари, патриархом Венеции. Закончил теологические занятия в 1910 году. Член профессорско-преподавательского состава кармелитских домов и студий в Сан Виджилио, Адро и Брешиа, в 1909—1914 годах. Возвратился в Венецию в 1914 году и преподавал письмо в лицее. Приор кармелитского женского монастыря Томбетта Веренезе, 1915 год. В период Первой мировой войны, в 1915—1919 годах, он был военным капелланом 21-го конного Падуанского полка, а позднее, капелланом в военном госпитале Монтекатини. Избран приором кармелитского новициата Брешии, 1919—1921 годы. Избран приором женского монастыря и школы Адрио, 1921 год. Секретарь генерала своего Ордена, в Риме, 1922—1925 годы. Генеральный эконом своего Ордена, 1925—1930 годы.

## Архиепископ,патриарх Венеции,кардинал
Избран архиепископом Беневенто, 29 января 1930 года. Посвящён в епископы 24 февраля 1930 года, в церкви S. Teresa al Corso d`Italia, Рим, кардиналом Базилио Помпили, епископом Веллетри, генеральным викарием Рима и его Окрестностей, которому помогали соконсекраторы: кардинал Раффаэле Карло Росси, кармелит, секретарь Священной Консисторской Конгрегации, и Пио Марчелло Баньоли, кармелит, епископ Марси. Назначен патриархом Венеции и примасом Далмации 16 декабря 1935 года.
Возведён в кардиналы-священники 13 декабря 1937 года, достаточно рано после назначения венецианским патриархом. Получил красную шляпу и титул церкви Санта-Приска, 16 декабря 1937 года. Участвовал в Конклаве 1939 года, который избрал папу римского Пия XII.

## На службе вРимской курии
Кардинал Пьяцца оставался Патриархом Венеции до 1948 года, в скором времени он был назван Пием XII секретарём Священной Консисторской Конгрегации (теперь называемой Конгрегацией по делам Епископов). Он оставался на этой должности до своей смерти.
14 марта 1949 года Пием XII кардинал Пьяцца был назначен кардиналом-епископом Сабины и Поджо Миртето.
Кардинал Адеодато Джованни Пьяцца умер в Риме 30 ноября 1957 года. Похоронен в кармелитской церкви S. Teresa al Corso d’Italia, в Риме.